# Dirceu
Pour les articles homonymes, voir Guimarães (homonymie).
Dirceu José Guimarães, surnommé Dirceu, né le 15 juin 1952 et décédé le 15 septembre 1995 d'un accident de voiture, est un footballeur brésilien. Il a joué milieu offensif, notamment avec Botafogo FR et l'équipe du Brésil.

## Biographie
Dirceu a joué pour de très nombreux clubs, mais il n'a remporté des titres qu'avec Coritiba, Fluminense et Vasco de Gama.
Il a disputé la Coupe du monde 1974, la Coupe du monde 1978 et la Coupe du monde 1982 avec l'équipe du Brésil.
Dirceu a eu 44 sélections (14 non officielles) avec l'équipe du Brésil, il a marqué sept buts.

## Palmarès
- Champion de l'État du Paraná en 1971 et 1972 avec Coritiba FC
- Champion de l'État de Rio de Janeiro en 1976 avec Fluminense FC, 1977 et 1988 avec CR Vasco de Gama